# Baia di Markham
La baia di Markham è una baia larga circa 15 km, in direzione nord-sud, situata sulla costa dell'isola di James Ross, davanti alla costa orientale della penisola Trinity, l'estremità settentrionale della Terra di Graham, in Antartide. La baia, nelle cui acque si gettano diversi ghiacciai, tra cui l'Hobbs, il Gourdon e il Ball, si trova in particolare nella parte sud-orientale dell'isola, dove la sua entrata è delimitata da punta Ekelöf, a nord, e capo Hamilton, a sud.

## Storia
Forse già osservata durante la spedizione britannica comandata da James Clark Ross, che esplorò la zona nel 1842-43, la baia di Markham, così come l'intera isola di James Ross,  è stata cartografata per la prima volta nel corso della Spedizione Antartica Svedese, condotta dal 1901 al 1904 al comando di Otto Nordenskjöld, e proprio quest'ultimo l'ha battezzata con il suo attuale nome in onore dell'esploratore e geografo britannico Sir Clements Markham.